# Эдсалл, Джон Тилестон
Джон Тилестон Эдсалл (англ. John Tileston Edsall, 3 ноября 1902, Филадельфия, США — 12 февраля 2002, США) — американский биохимик.

## Биография
Родился 3 ноября 1902 года в Филадельфии. В 1918 году поступил в Гарвардский университет, который окончил в 1923 году. С 1924 по 1926 год работал в Кембриджском университете. В 1928 году вернулся в Гарвардский университет и посвятил этому университету всю оставшуюся жизнь. В 1950-х в его лаборатории занимался научными исследованиями Чарльз Тенфорд. В 1971 году был избран профессором биохимии и работал вплоть до 1973 года. В 1973 году ушёл на пенсию, но он был избран почётным профессором.
Скончался 12 февраля 2002 года в США, не дожив 10 месяцев до своего 100-летнего юбилея.

## Научные работы
Основные научные работы посвящены изучению структуры и функции белков, в частности миозина и белков крови.
- Выполнил цикл исследований по химии аминокислот и пептидов.

## Членство в обществах
- Вице-президент Американской академии искусств и наук (1956-57).
- Президент VI Интернационального конгресса биохимиков (1964).
- Президент Американского биохимического общества (1957-58).
- Член Леопольдины.
- Член НАН США.